# Tapduk Emre

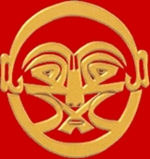
Kalligrafie in het Bektashisme

Tapduk Emre of Taptuk Emre was een Sufi-mysticus en een Bektashi-derwisj. Hij zou geboren zijn omstreeks 1210-1215 en afkomstig zijn uit Khorasan. Hij was een khaliefa van Hadji Bektasj Veli en de murshid of pir (leraar of spirituele gids) van Yunus Emre.